# ベルント・ローゼマイヤー

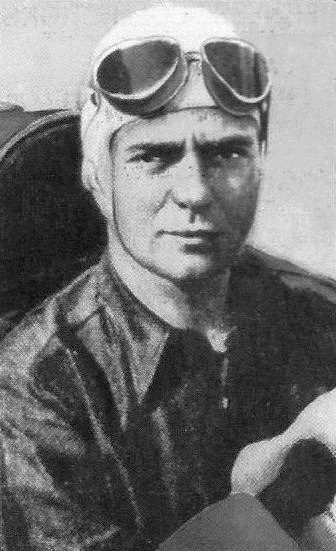
ベルント・ローゼマイヤー

ベルント・ローゼマイヤー（Bernd Rosemeyer、1909年10月14日 - 1938年1月28日）は、1930年代に活躍したドイツのレーシングドライバーである。1936年のヨーロッパ・ドライバーズチャンピオン。

## 略歴
- 1909年10月14日 - ニーダーザクセン州リンゲンに生まれる。父は修理工場を経営しており、その元でオートバイと自動車の修理をして働く傍らレースに参加するようになり、後にアウトウニオンのドライバーとなった。
- 1935年9月 - チェコスロバキア・グランプリで優勝、この時アウトウニオンの招待で来ていたエリー・バインホルンと出会った。
- 1936年 - フェルディナント・ポルシェが設計したアウトウニオン・PヴァーゲンタイプCに乗り3つのグランプリで勝利しヨーロッパ選手権タイトルを獲得した。
  - 7月13日 - エリー・バインホルンと結婚。
- 1937年10月 - PヴァーゲンタイプCに乗り、恒例になっていたスピード記録週間にアウトバーンで速度記録に挑戦し、公道上で世界で初めて400km/hを超え406.32km/h[1]の最高速度記録（国際B級記録）を樹立した。
  - 11月12日 - 息子のベルントJr.が誕生。
- 1938年1月28日 - 最高速度記録挑戦中に事故死した。

### 最高速度記録更新挑戦中の事故死

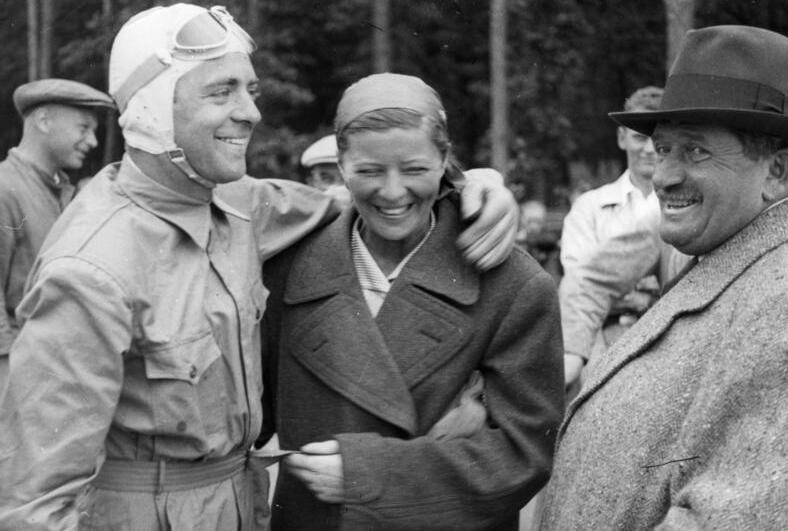
ニュルンベルクにて1937年、妻のエリー・バインホルン、フェルディナント・ポルシェと

ライバルのルドルフ・カラツィオラが出した432.6km/hの記録を破るため、1937年型のPヴァーゲンタイプCをさらに改造してアウトバーンで最高速度記録に挑戦することになった。フェルディナント・ポルシェはこの車両が横風に弱いことを知っており反対したが、記録更新にのみ心を奪われていたチームはフェルディナント・ポルシェに知らせず車両をコースに持ち込んで記録更新に挑戦した。
約470km/hで「モルフェルデンの切返し」と呼ばれここだけ木立が途切れていた立体交差に達した時、横風にあおられてレコードカーは地面に激突・大破、ローゼマイヤーは車外に放り出されて即死した。フェルディナント・ポルシェはチームの誰をも責めようとしなかったが「私なら、風が強いことがわかっていたら、けっしてスタートさせなかっただろう。あの車は、横風にはひどく敏感なのだから」と嘆いた。アルフレート・ノイバウアーは自著の中で、事故の原因は走行時の風圧にアルミ板製の機体が耐えられなかったことにあり、ローゼマイヤーのテクニックをもってしても回避は不可能だったのではないか、と述べている。

## AIACRヨーロッパ選手権成績
| 年   | 所属チーム     | コンストラクター | 1       | 2       | 3       | 4       | 5     | 6       | 7     | EDC | ポイント |
| ---- | -------------- | ---------------- | ------- | ------- | ------- | ------- | ----- | ------- | ----- | --- | -------- |
| 1935 | アウトウニオン | アウトウニオン   | MON     | FRA Ret | BEL     | GER 4   | SUI 3 | ITA Ret | ESP 5 | 7位 | 39       |
| 1936 | アウトウニオン | アウトウニオン   | MON Ret | GER 1   | SUI 1   | ITA 1   |       |         |       | 1位 | 10       |
| 1937 | アウトウニオン | アウトウニオン   | BEL     | GER 3   | MON Ret | SUI Ret | ITA 3 |         |       | 7位 | 28       |

- 太字はポールポジション、斜字はファステストラップ。